# Shabu-shabu

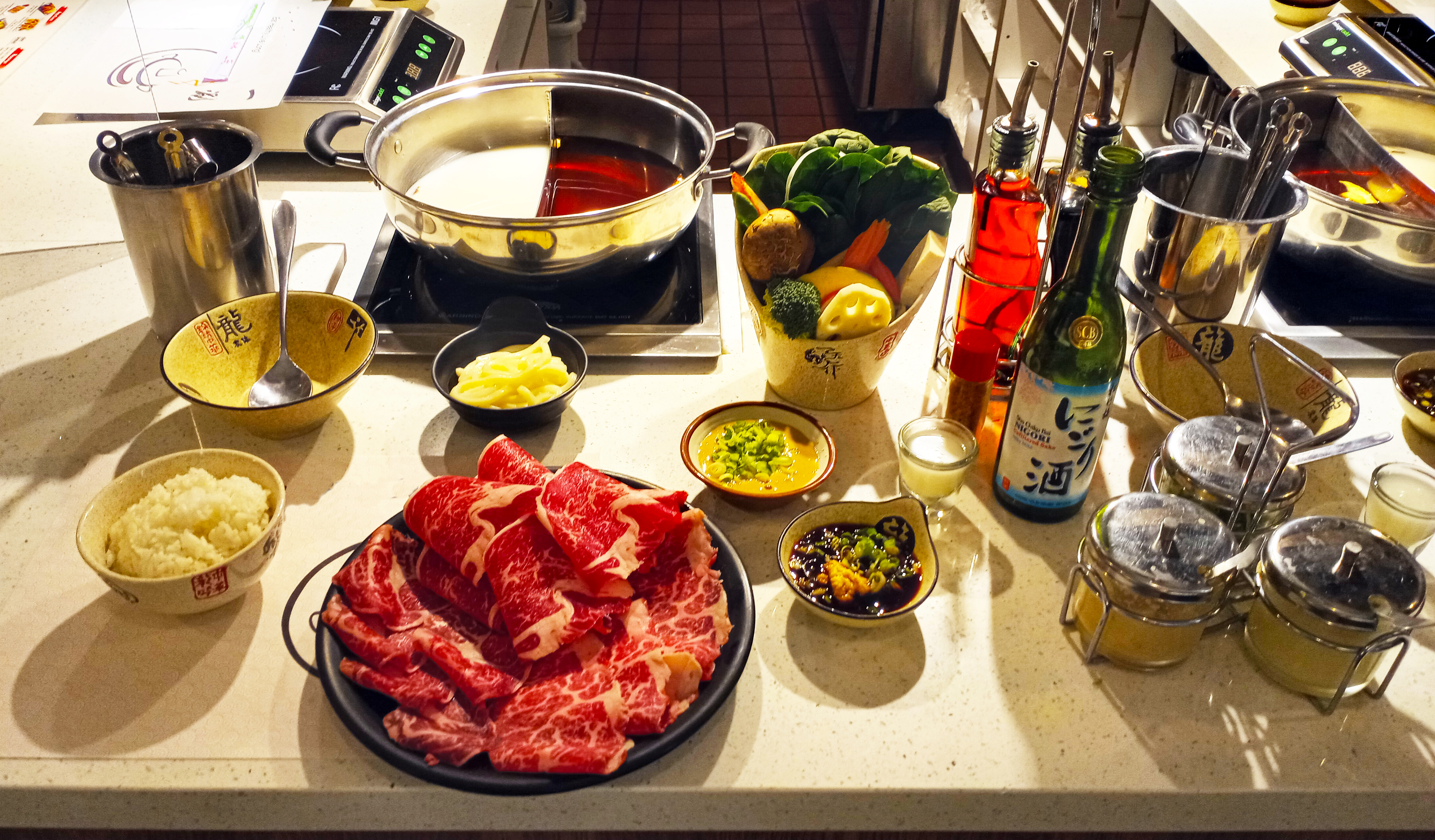
Shabu-shabu

O shabu-shabu é um prato composto por um cozido de carnes (bovina, suína, frango, camarão), verduras (agrião, shinkiku, acelga, alho poró, cebolinha, moyashi, etc.), cogumelos (shiitake e shimeji) e outros (udon, konnyaku, kamaboku, etc.).
Os ingredientes são rapidamente cozidos em um caldo de carne e servidos com ponzu (normalmente preparado com gergelim). Este caldo de carne é preparado horas antes do efetivo preparo do prato principal, visto que são fervidos à água: carne suína e/ou frango, juntamente com o kombu (alga marinha) e shiitake (cogumelo) — sem tempero algum. Este caldo de carnes serve apenas para cozinhar os ingredientes. Para servir o prato, são retiradas apenas as carnes e as verduras (sem o caldo) e, posteriormente, temperadas com o ponzu (molho).

## Origem
Na China, na região de Pequim, e na Mongólia, no inverno, as carnes, principalmente a carne de ovelha, acabavam congelando. Os chineses pegavam essa carne congelada fatiavam-na e descongelavam em água quente, temperavam com tarê (molho) e comiam. Chamavam esse prato de susuginabe (leitura japonesa do nome em chinês. Susugi significa enxágüe, lavagem; e nabe, panela, caçarola).
Quando foi criado o hokotsu (espécie de caçarola com chaminé), este prato passou a ser apreciado da forma atual, com as pessoas reunidas em torno da mesa e o prato preparado bem diante de seus olhos. O susuginabe foi introduzido no Japão no pós-guerra, por pessoas que viviam na China e de lá retornaram. O dono de um restaurante de ochazuke (arroz embebido em chá) e mizutaki (caldeirada de frango) de Kyoto adaptou o prato ao gosto japonês e introduziu-o no cardápio.
Antes da criação do ponzu, os japoneses usavam vinagre ou kankitsurui (caldo de frutas cítricas, principalmente cidra). A palavra pon vem do holandês, que significa frutos cítricos.